# 五泄
五泄风景区位于浙江省诸暨市西北部山区五泄镇，与县城相距23公里，总面积9.45平方公里。以西施故里、五泄、斗巖、湯江巖四大景區所構成，为国家级风景名胜区、国家AAAA级旅游区、国家森林公园。

## 圖集

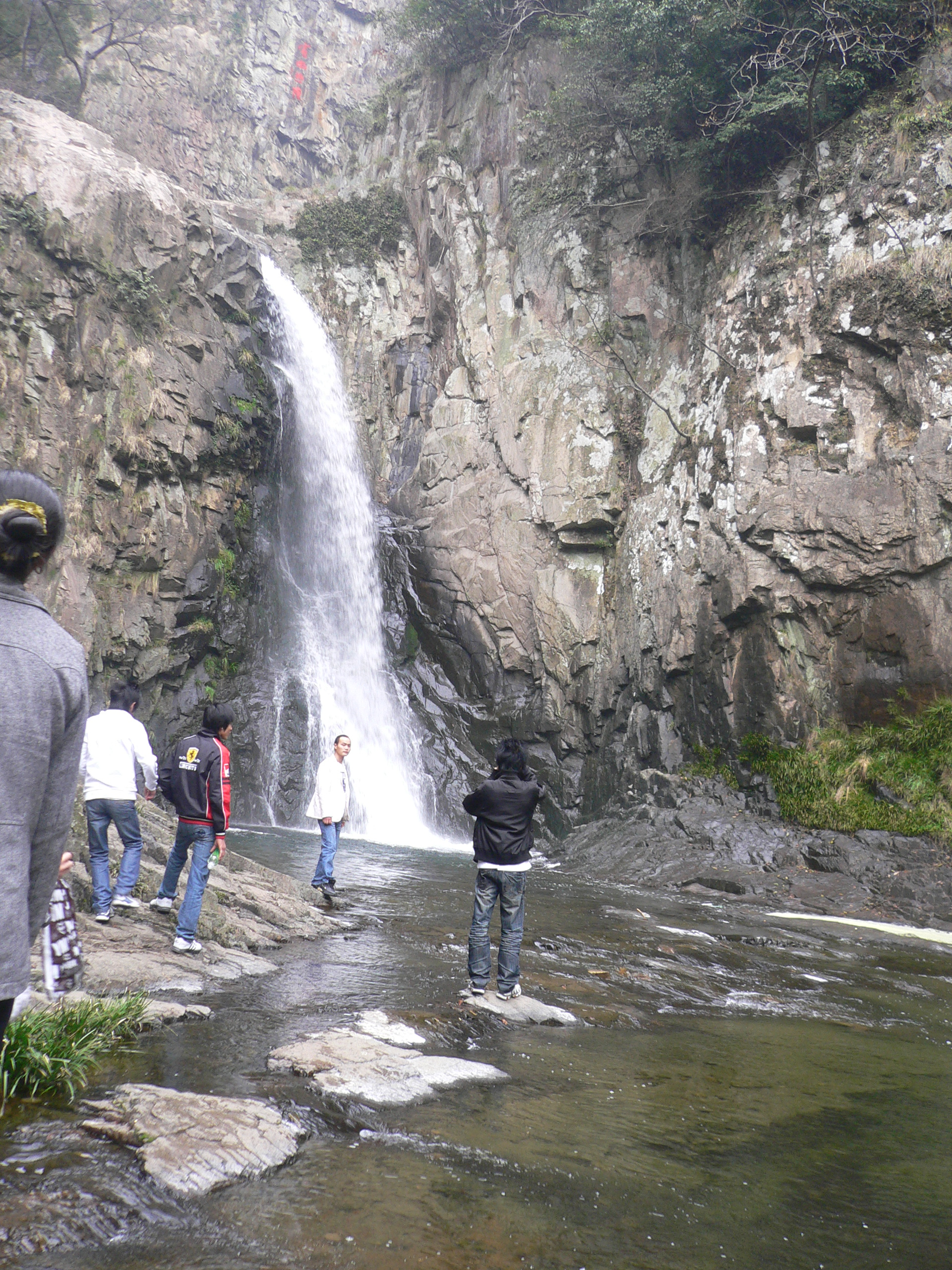
第五洩
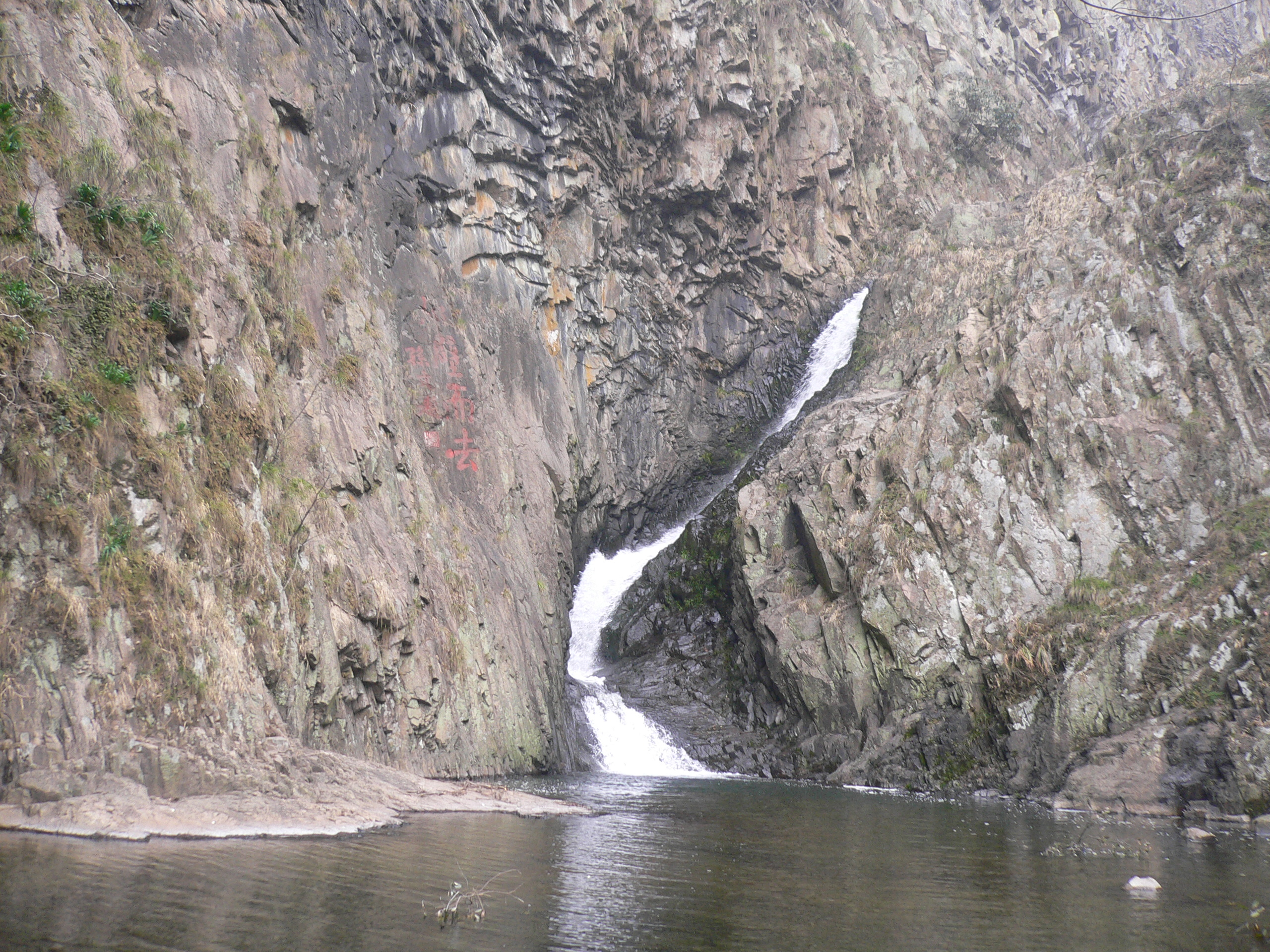
第四洩
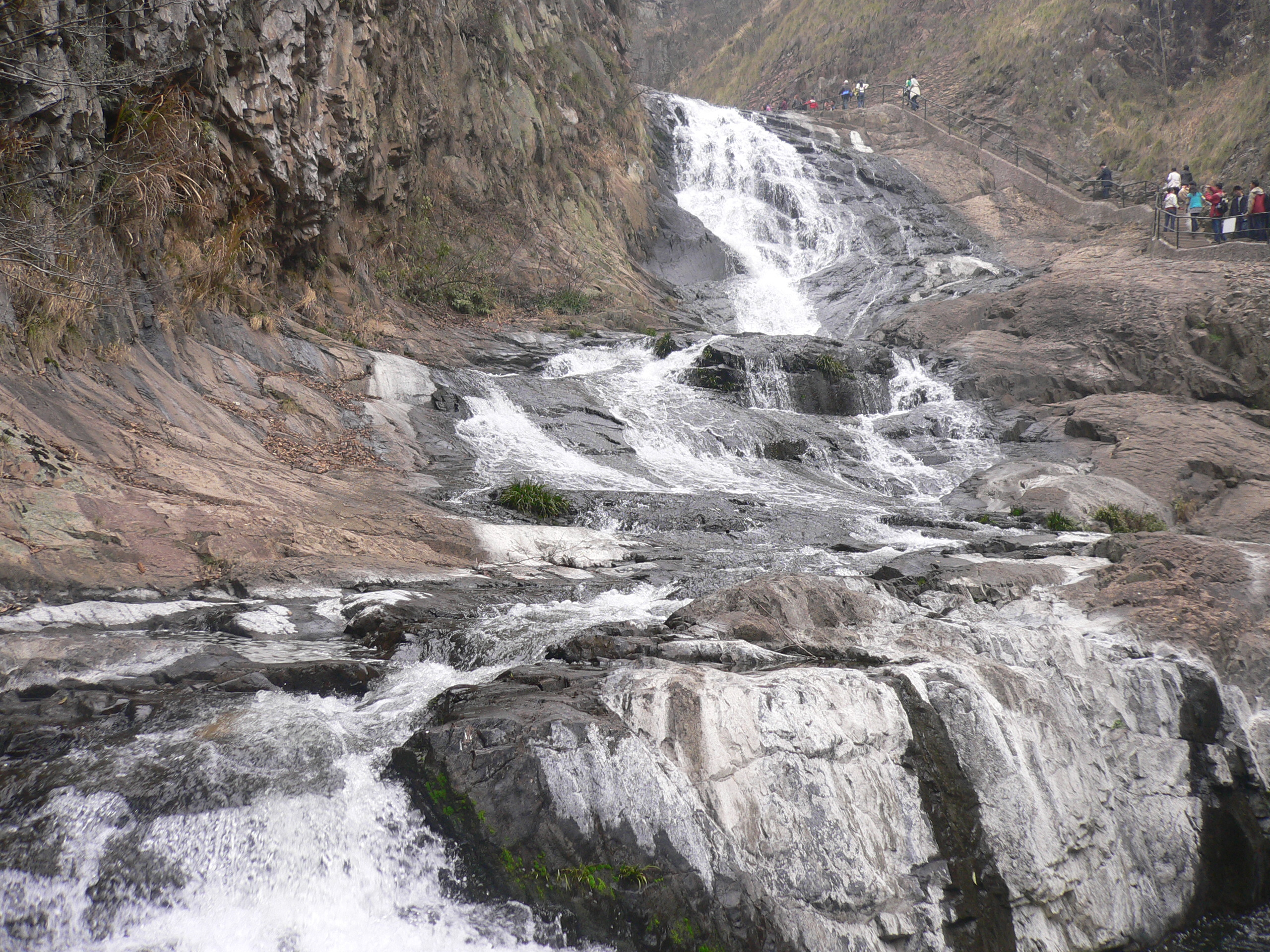
第三洩
第二洩
第一洩